# 史歆
史歆（？—42年）中国东汉時代初期武将。

## 生平
| 姓名           | 史歆                        |
| 時代           | 东汉時代                    |
| 生卒年         | 生年不詳 - 42年（建武18年） |
| 字・別号       | 〔不詳〕                    |
| 本貫・出身地等 | 〔不詳〕                    |
| 職官           | 護軍〔东汉〕→大司馬〔自称〕 |
| 爵位・号等     | -                           |
| 陣営营・所属等 | 光武帝→〔独立勢力〕         |
| 家族・一族     | 〔不詳〕                    |

史歆初任东汉征南大将軍岑彭的護軍，通晓兵事，随从討伐蜀（成家）主公孫述。建武十一年（35年），岑彭死后，建武12年（36年）大司馬吴汉消灭公孫述。史歆作为蜀郡守将留守。
建武十八年（42年）春二月，史歆在成都叛漢，自称大司馬。史歆攻打蜀郡太守張穆，張穆逃到蜀郡广都县，发檄文至郡县，巴郡宕渠楊偉、巴郡朐忍徐容响应。史歆叛乱的動機《後漢書》没有明記，《華陽国志》说史歆是憎恨吴汉灭公孫述时残酷的略奪。
光武帝警惕史歆的軍事能力，派大司馬吴汉统帅武威将軍劉尚、太中大夫臧宮二将，派軍一万余人入蜀。吴汉入武都郡，征发广汉郡、巴郡、蜀郡三郡之兵，包围史歆占据的成都。史歆和吴汉抵抗一百余日，同年秋七月，成都陷落，史歆被吴汉誅殺。吴汉乘船沿長江而下攻打巴郡。楊偉、徐容惶恐軍散。蜀中之乱平定。吴汉把叛乱相关渠帥（頭目）二百余人诛杀，其他数百家被移住荊州南郡、長沙郡。